# Anna Tatišvili
Anna Tatishvili (in georgiano ანა ტატიშვილი?, Ana T'at'ishvili; Tbilisi, 3 febbraio 1990) è un'ex tennista georgiana naturalizzata statunitense.
Ha raggiunto il suo best-ranking in singolare il 5 marzo 2012 piazzandosi al Nr. 73 della classifica WTA. Nel 2014 ha acquisito la nazionalità statunitense.

## Biografia
Anna Tatishvili ha iniziato a giocare a tennis a quattro anni. Essendosi rivelata ben presto una grande speranza, a tredici anni si è trasferita in Florida per migliorare alla Chris Evert Tennis Academy. Nel 2005, all'età di 15 anni, è diventata tennista professionista. Poco dopo il suo 16º compleanno, ha fatto il suo debutto nel WTA Tour a Miami in cui ha perso al primo turno. Negli anni successivi è migliorata costantemente fino alla svolta nel 2011. Infatti, dopo aver perso al primo turno a Brisbane, Memphis ed Acapulco ha raggiunto il secondo turno al torneo di Miami ed il terzo turno in quello di Charleston.
Anna Tatishvili ha giocato per la prima volta un torneo dello Slam all'Open di Francia 2011 perdendo al primo turno contro la francese Marion Bartoli. In seguito, al Torneo di Wimbledon ha battuto al primo turno la russa Anastasija Pivovarova, ma al secondo ha perso contro la belga Yanina Wickmayer. Il 3 luglio 2011 ha vinto il torneo Itf di Cuneo contro la coetanea olandese Arantxa Rus. Il 18 settembre 2011 ha perso in coppia con Jamie Hampton la finale del torneo di Québec contro le statunitensi Raquel Kops-Jones ed Abigail Spears.
Agli US Open 2012 è arrivata a sorpresa al quarto turno superando Stéphanie Foretz Gacon, Sorana Cîrstea, Mandy Minella per poi uscire a testa alta con la numero 1 del mondo Viktoryja Azaranka con lo score di 6-2, 6-2. Sempre nel 2012 ha rappresentato la Georgia alle Olimpiadi di Londra, senza raccogliere medaglie. Ha annunciato il ritiro dal tennis professionistico il 26 marzo 2020, durante lo stop forzato a causa della pandemia di COVID-19.

## Statistiche WTA

### Doppio

#### Vittorie (1)
| Legenda               |
| --------------------- |
| Grande Slam (0)       |
| Ori Olimpici (0)      |
| WTA Finals (0)        |
| Premier Mandatory (0) |
| Premier 5 (0)         |
| Premier (0)           |
| International (1)     |

| N. | Data            | Torneo                     | Superficie  | Compagna           | Avversarie in finale        | Punteggio |
| 1. | 12 ottobre 2014 | Generali Ladies Linz, Linz | Cemento (i) | Ioana Raluca Olaru | Annika Beck Caroline Garcia | 6-2, 6-1  |

#### Sconfitte (2)
| Legenda               |
| --------------------- |
| Grande Slam (0)       |
| Argenti Olimpici (0)  |
| WTA Finals (0)        |
| Premier Mandatory (0) |
| Premier 5 (0)         |
| Premier (0)           |
| International (2)     |

| N. | Data              | Torneo                         | Superficie    | Compagna        | Avversarie in finale             | Punteggio        |
| 1. | 18 settembre 2011 | Bell Challenge, Québec         | Sintetico (i) | Jamie Hampton   | Raquel Kops-Jones Abigail Spears | 0-6, 6-3, [6-10] |
| 2. | 14 luglio 2013    | Hungarian Grand Prix, Budapest | Terra rossa   | Nina Bratčikova | Andrea Hlaváčková Lucie Hradecká | 4-6, 1-6         |

## Statistiche ITF

### Singolare

#### Vittorie (11)
| Torneo $100.000 (1) |
| Torneo $80.000 (0)  |
| Torneo $75.000 (1)  |
| Torneo $60.000 (0)  |
| Torneo $50.000 (3)  |
| Torneo $25.000 (6)  |
| Torneo $15.000 (0)  |
| Torneo $10.000 (0)  |

| N.  | Data              | Torneo                                                      | Superficie  | Avversaria in finale | Punteggio        |
| 1.  | 15 giugno 2008    | Hunt Communities USTA Women's Pro Tennis Classic, El Paso   | Cemento     | Lauren Albanese      | 6-4, 6-3         |
| 2.  | 6 luglio 2008     | Sportsmen's Tennis Club USTA Pro Circuit Challenger, Boston | Cemento     | Chan Chin-wei        | 2-6, 6-1, 6-3    |
| 3.  | 5 ottobre 2008    | USTA Tennis Classic of Troy, Troy                           | Cemento     | Georgie Gent         | 7-6(4), 6-4      |
| 4.  | 28 giugno 2009    | Rolls Royce Women's Cup Kristinehamn, Kristinehamn          | Terra rossa | Réka-Luca Jani       | 6-1, 7-5         |
| 5.  | 30 maggio 2010    | Torneo Internazionale Femminile Città di Grado, Grado       | Terra rossa | Ana Jovanović        | 6(3)-7, 6-3, 6-4 |
| 6.  | 3 luglio 2011     | International Country Cuneo, Cuneo                          | Terra rossa | Arantxa Rus          | 6-4, 6-3         |
| 7.  | 13 ottobre 2013   | ButlerCars.com Tennis Classic, Macon                        | Cemento     | Ajla Tomljanović     | 6-2, 1-6, 7-5    |
| 8.  | 27 ottobre 2013   | Florence Open, Florence                                     | Cemento     | Madison Brengle      | 6-2, 4-6, 6-4    |
| 9.  | 3 novembre 2013   | John Newcombe Women's Pro Challenge, New Braunfels          | Cemento     | Elica Kostova        | 6-4, 6-4         |
| 10. | 26 gennaio 2014   | Daytona Beach Open, Daytona Beach                           | Terra verde | Allie Kiick          | 6-1, 6-3         |
| 11. | 21 settembre 2014 | Coleman Vision Tennis Championships, Albuquerque            | Cemento     | Irina Falconi        | 6-2, 6-4         |

### Doppio

#### Vittorie (8)
| Torneo $100.000 (2) |
| Torneo $80.000 (0)  |
| Torneo $75.000 (0)  |
| Torneo $60.000 (0)  |
| Torneo $50.000 (4)  |
| Torneo $25.000 (2)  |
| Torneo $15.000 (0)  |
| Torneo $10.000 (0)  |

| N. | Data             | Torneo                                                       | Superficie  | Compagna           | Avversarie in finale                   | Punteggio           |
| 1. | 12 maggio 2008   | RBC Bank Women's Challenger, Raleigh                         | Terra verde | Kimberly Couts     | Alexandra Artamonova Marina Mel'nikova | 6-3, 6-4            |
| 2. | 12 ottobre 2009  | Women's Pro Tennis Classic, Kansas City                      | Cemento     | Lilia Osterloh     | Julia Boserup Laura Granville          | 6-0, 6-3            |
| 3. | 2 novembre 2009  | Rock Hill Rocks Open, Rock Hill                              | Cemento     | Sharon Fichman     | Lauren Albanese Jamie Hampton          | 7-6(5), 4-6, [10-3] |
| 4. | 13 febbraio 2011 | Dow Corning Tennis Classic, Midland                          | Cemento (i) | Jamie Hampton      | Irina Falconi Alison Riske             | w/o                 |
| 5. | 1º luglio 2013   | Karshi Womens, Versmold                                      | Terra rossa | Sofia Šapatava     | Claire Feuerstein Renata Voráčová      | 6-4, 6-4            |
| 6. | 4 novembre 2013  | John Newcombe Women's Pro Challenge, New Braunfels           | Cemento     | Coco Vandeweghe    | Asia Muhammad Taylor Townsend          | 3-6, 6-3, [13-11]   |
| 7. | 16 febbraio 2014 | Dow Corning Tennis Classic, Midland                          | Cemento (i) | Heather Watson     | Sharon Fichman Maria Sanchez           | 7-5, 5-7, [10-6]    |
| 8. | 9 novembre 2014  | South Seas Island Resort Women's Pro Classic, Captiva Island | Cemento     | Gabriela Dabrowski | Asia Muhammad Maria Sanchez            | 6-3, 6-3            |

## Risultati in progressione
| Sigla | Risultato               |
| ----- | ----------------------- |
| V     | Vincitore               |
| F     | Finalista               |
| SF    | Semifinalista           |
| O     | Oro olimpico            |
| A     | Argento olimpico        |
| SF    | Bronzo olimpico         |
| QF    | Quarti di Finale        |
| 4T    | Quarto turno            |
| 3T    | Terzo turno             |
| 2T    | Secondo turno           |
| 1T    | Primo turno             |
| RR    | Round Robin             |
| LQ    | Turno di qualificazione |
| A     | Assente                 |
| ND    | Non disputato           |

| Legenda superfici    |
| -------------------- |
| Cemento              |
| Terra battuta        |
| Erba                 |
| Superficie variabile |

### Singolare nei tornei del Grande Slam
| Torneo          | 2009 | 2010 | 2011 | 2012 | 2013 | 2014 | 2015 | V--S |
| --------------- | ---- | ---- | ---- | ---- | ---- | ---- | ---- | ---- |
| Australian Open | A    | A    | A    | 2T   | 1T   | 1T   | 2T   | 2-4  |
| Open di Francia | LQ   | A    | 1T   | 1T   | 1T   | 1T   | A    | 0-4  |
| Wimbledon       | A    | A    | 2T   | 2T   | 1T   | 1T   |      | 2-4  |
| US Open         | A    | A    | 1T   | 4T   | 1T   | A    |      | 3-3  |
| Totale          | 0-0  | 0-0  | 1-3  | 5-4  | 0-4  | 0-3  | 1-1  | 7-15 |

### Doppio nei tornei del Grande Slam
| Torneo          | 2009 | 2010 | 2011 | 2012 | 2013 | 2014 | 2015 | V--S |
| --------------- | ---- | ---- | ---- | ---- | ---- | ---- | ---- | ---- |
| Australian Open | A    | A    | A    | 1T   | 1T   | A    | 1T   | 0-3  |
| Open di Francia | A    | A    | A    | 1T   | 2T   | A    | A    | 1-2  |
| Wimbledon       | A    | A    | A    | 1T   | 1T   | 1T   |      | 0-3  |
| US Open         | A    | A    | 3T   | 1T   | A    | 1T   |      | 2-3  |
| Totale          | 0-0  | 0-0  | 2-1  | 0-4  | 1-3  | 0-2  | 0-1  | 3-11 |

### Doppio misto nei tornei del Grande Slam
| Torneo          | 2009 | 2010 | 2011 | 2012 | 2013 | 2014 |
| --------------- | ---- | ---- | ---- | ---- | ---- | ---- |
| Australian Open | A    | A    | A    | A    | A    | A    |
| Open di Francia | A    | A    | A    | A    | A    | A    |
| Wimbledon       | A    | A    | A    | A    | A    | A    |
| US Open         | A    | A    | A    | A    | A    | A    |

## Vittorie contro giocatrici Top 10
| Stagione | 2015 | Totale |
| Vittorie | 1    | 1      |

| #    | Giocatrice        | Ranking | Evento            | Superficie | Turno | Punteggio | Rank. ATR |
| ---- | ----------------- | ------- | ----------------- | ---------- | ----- | --------- | --------- |
| 2015 |                   |         |                   |            |       |           |           |
| 1.   | Karolína Plíšková | 8       | US Open, New York | Cemento    | 1T    | 6-2, 6-1  | 121       |